# Volo Garuda Indonesia 152
Il volo Garuda Indonesia 152 era un volo passeggeri nazionale indonesiano dall'aeroporto internazionale Soekarno-Hatta di Jakarta al Soewondo Air Force Base di Medan, nel nord di Sumatra, operato dalla Garuda Indonesia utilizzando un Airbus A300B4 registrato PK-GAI.
Il 26 settembre 1997, il volo 152, durante fase finale di avvicinamento alla Soewondo Air Force Base, si schiantò nei boschi montuosi a 48 chilometri da Medan durante il periodo di scarsa visibilità causata dagli incendi boschivi del sud-est asiatico del 1997. Morirono tutti i 222 passeggeri e 12 membri dell'equipaggio. Il luogo dell'incidente è un burrone vicino al villaggio di Buah Nabar nel distretto di Sibolangit, a sud di Medan. Con 234 vittime, è il disastro aereo più grave nella storia dell'Indonesia. È anche il quarto disastro aereo più mortale che coinvolge un Airbus A300, dopo il volo China Airlines 140, il Volo American Airlines 587 e il Volo Iran Air 655.

## L'aereo
Il velivolo era un Airbus A300B4 FFCC, o "forward-facing crew concept" ("concetto di equipaggio rivolto in avanti", letteralmente in italiano). Questo modello è una versione modificata dell'A300B4, in cui viene eliminata la stazione dell'ingegnere di volo e i relativi comandi vengono semplificati e trasferiti per essere posizionati sul pannello sopra i due piloti, chiamato "Overhead panel". Questa disposizione è simile all'Airbus A310, con l'unica differenza che l'FFCC conserva gran parte della strumentazione di volo analogica dell'A300 originale. L'FFCC verrà successivamente sviluppato nella serie A300-600, in cui tutti gli elementi del cockpit vengono portati agli standard dell'A310, inclusa l'aggiunta della strumentazione di volo elettronica. I due piloti a bordo del velivolo durante l'incidente erano qualificati per pilotare sia il modello FFCC che il modello -600, tuttavia l'adeguatezza del loro addestramento di conversione tra i due modelli sarebbe stata successivamente messa in discussione.
Oltre ad essere un modello FFCC, l'aereo era alimentato da due motori turboventola Pratt & Whitney JT9D-59A e aveva volato 26.950 ore (oltre 16.500 cicli di decollo e atterraggio) al momento dell'incidente.
Il velivolo era registrato "PK-GAI".

## L'incidente
Alle 13:00 circa, i controllori del traffico aereo di Medan autorizzarono il volo 152 ad un avvicinamento ILS alla pista 05 dalla sua attuale rotta di 316 gradi. L'equipaggio era guidato dal Comandante Rahmo Wiyogo, 42 anni, un pilota con oltre 20 anni di esperienza di volo nella Garuda Indonesia e più di 12.000 ore di volo, e dal Primo Ufficiale Tata Zuwaldi, 41 anni, un ex ingegnere di volo, ora pilota. Fu comunicato loro di virare a sinistra in direzione di 240 gradi per intercettare il raggio dell'ILS. 120 secondi prima dell'impatto, all'equipaggio fu chiesto di virare ulteriormente a sinistra, a 215 gradi, e di scendere a 2 000 piedi (610 m). Alle 13:30, Medan comunicò al volo di svoltare a destra in direzione 046 gradi per allinearsi per l'arrivo sulla pista 05 e chiese all'equipaggio di indicare la direzione in cui l'aereo stava viaggiando. I controllori del traffico aereo allora si confusero con quale aereo stessero parlando, dato che un altro volo con lo stesso numero (volo 152 della Merpati Nusantara Airlines) era nella zona in quel momento. 

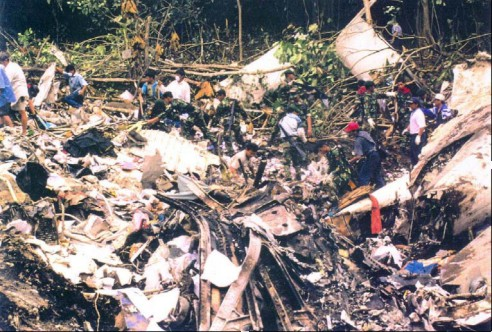
Una vista del luogo dell'incidente del volo 152, che mostra la fusoliera distrutta dell'aeromobile

All'inizio della giornata, un altro volo 152, il volo 152 della Merpati Nusantara Airlines, fu gestito dallo stesso controllore del traffico aereo. Ciò portò l'ATC a dire erroneamente "Merpati uno cinque due svoltare a sinistra in direzione 240 per intercettare la pista zero cinque dal lato destro"; dato che venne usato il nominativo sbagliato, i piloti del volo Garuda 152 ignorarono queste istruzioni. Il controllore, non ricevendo risposta, chiese ai piloti se avessero ricevuto le istruzioni; questa volta fu utilizzato il segnale di chiamata corretto: "Indonesia 152". L'ATC ripeté le istruzioni, ma commise il grave errore di non riferire che il volo, a differenza di quanto avveniva solitamente, si sarebbe avvicinato dal lato sud della pista, poiché nel lato Nord si trovava un altro aereo appena decollato. Quindi, quando ai piloti fu comunicato di virare a destra in direzione 046 gradi mantenendo 2 000 piedi (610 m) per catturare il localizzatore dell'ILS della pista 05, per abitudine - o forse a causa della carta di avvicinamento - il Comandante iniziò un'ulteriore svolta a sinistra in direzione 046 gradi. Il Primo Ufficiale fu distratto durante la virata e non si accorse per un po' che l'aereo stava girando a sinistra. Quando lo notò, disse al Comandante che stava girando dalla parte sbagliata, e il Comandante chiese al Controllore in che modo avrebbero dovuto girare, a cui il Controllore confermò che avrebbero dovuto girare a destra. Ebbe quindi luogo una conversazione confusa su quale direzione svoltare, con il Controllore che non aveva una chiara idea di ciò che il volo stava facendo, a causa del tempo di aggiornamento del sistema radar Medan di soli 12 secondi (5 rotazioni per minuto).

Senza una vista costantemente aggiornata sulla rotta del volo, il Controllore pensò che l'aereo continuasse a virare a sinistra, quando in realtà stava girando a destra e su un terreno elevato. Durante queste manovre il volo scese oltre i 2 000 piedi (610 m) a causa di un errore del Comandante che inserì un'altitudine errata di 1 500 piedi (460 m). I piloti non se ne accorsero a causa della scarsa visibilità dovuta alla foschia del sud-est asiatico del 1997, causata dagli incendi boschivi di quel periodo. Cinque secondi prima dell'impatto iniziale con le cime degli alberi, il Primo Ufficiale fece un commento sull'altitudine dell'aereo. Il FDR, o flight data recorder, registrò aumenti di inclinazione verso l'alto e di potenza del motore, probabilmente comandati dall'equipaggio nel tentativo di correggere la propria altitudine. Poco prima che la registrazione finisse, il registratore vocale nella cabina di pilotaggio registrò il suono dell'aereo che colpiva gli alberi, seguito dalle urla dei piloti. L'aereo si schiantò 45 km dalla soglia della pista 05, cadendo alle 01:34 pm con una rotta di 311 gradi e un'altitudine di 1 510 piedi (460 m). Tutte le 234 persone a bordo morirono.

## Le indagini
Le cause dell'incidente, secondo il Rapporto Ufficiale del National Transportation Safety Committee (NTSC), furono: 
 "Nella cabina di pilotaggio ci fu confusione sulla direzione nella quale l'aereo avrebbe dovuto virare; ciò ridusse l'attenzione verso la situazione verticale dell'aeromobile, facendo sì che l'equipaggio si concentrasse solo sui cambiamenti laterali. Per questo, il velivolo continuò a scendere al di sotto dell'altitudine assegnata di 2 000 piedi (610 m) e colpì le cime degli alberi a 1 550 piedi (470 m)" 
 Il rapporto criticò anche l'addestramento di conversione della compagnia aerea per i piloti che volavano su entrambi i modelli: l'A300-600 e l'A300B4-FFCC. Il primo è dotato di display di navigazione digitale, mentre il secondo di apparecchiature analogiche. Sebbene entrambi siano sufficienti per condurre avvicinamenti strumentali, il Comandante potrebbe essere stato sopraffatto dalla sua mancanza di familiarità con la strumentazione analogica.
All'incidente contribuirono anche il mancato funzionamento del Ground Proximity Warning System (GPWS), per motivi indeterminati, e l'inadeguatezza delle carte vettoriali utilizzate dai controllori di Medan.

## Cultura di massa
Lo schianto del volo Garuda Indonesia 152 è descritto nel quinto episodio della stagione 17 della serie televisiva Indagini ad alta quota. L'episodio si intitola "Manovre letali".

## Il numero di volo
La Garuda Indonesia ora utilizza il numero "GA186" su questa rotta, mentre "GA152" è utilizzato sulla Giacarta - Batam. La compagnia aerea utilizza aeromobili Boeing 737-800 per entrambe le rotte.